# William Cunningham (cầu thủ bóng đá)

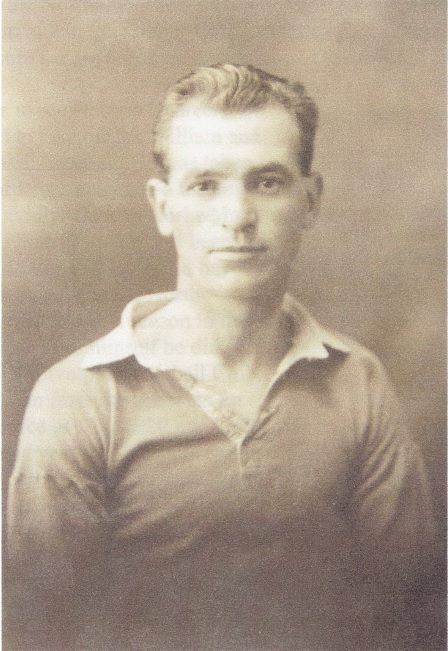
Chân dung William Cunningham

William Cunningham (27 tháng 10 năm 1899 – 28 tháng 6 năm 1934) là một cầu thủ bóng đá người Anh thi đấu ở vị trí tiền vệ cánh.
Sinh ra ở Radcliffe, Lancashire, Cunningham thi đấu 3 trận cho Liverpool và cũng thi đấu cho Blyth Spartans, Barrow và Mid-Rhondda.
Ông mất năm 1934 khi làm việc tại Nhà máy than Shilbottle, Northumberland.